# 康丕揚
康丕揚（1552年—1632年），字士遇，號驤漢，山東濟南府陵縣人，明朝政治人物。

## 生平
萬曆四年（1576年）丙子科山東鄉試第七十名舉人，二十年（1592年）壬辰科三甲一百五十六名進士。都察院觀政，二十二年授寶坻縣知縣，二十三年調密雲縣知縣，二十六年行取考选，三十年（1602年）二月考選授陝西道監察御史，三十三年十一月巡按山西，三十五年閏六月改差两淮巡盐，因得罪副都御史詹沂，三十七年（1609年）春四月告病歸里，崇禎五年（1632年）秋卒，享年八十一歲。

## 著作
著有《按淮癸卯二事紀略》等。

## 家族
曾祖康純；祖父康福壽；父康誥。第三子康瀜，字孔昭，號晴峯；第五子康灝，字道充，號嶐峯；第六子康湛。